# Jonathan Almstedt
Jonathan Almstedt (* 24. August 1999) ist ein deutscher Basketballspieler.

## Werdegang
Almstedt spielte als Heranwachsender Fußball, im Alter von 15 Jahren widmete er sich bei der SG Saarlouis/Dillingen dem Basketballsport. Im Sommer 2020 schloss er sich dem Zweitligisten Gladiators Trier an und bestritt seinen ersten Pflichtspieleinsatz für die Moselaner im November 2020. In Trier blieb er Ergänzungsspieler.
Während der Saison 2023/24 bestritt Almstedt 26 Spiele für den Drittligisten Iserlohn Kangaroos und erzielte im Durchschnitt 6 Punkte sowie 4,5 Rebounds je Einsatz. Iserlohns Ligakonkurrent EN Baskets Schwelm verpflichtete Almstedt während der Sommerpause 2024. Er kam in der Saison 2024/25 für Schwelm auf Mittelwerte von 12 Punkten sowie 6 Rebounds je Begegnung. Nach einem Spieljahr in Schwelm nahm Almstedt einen weiteren ligainternen Vereinswechsel vor und ging zum ETB SW Essen.